# 30 потрясінь
«30 потрясінь» (також «Студія 30», англ. 30 Rock) — комедійний американський серіал, створений Тіною Фей, трансльований з 2006 по 2013 роки у США на телеканалі NBC. В Україні серіал транслювався телеканалами «1+1», «ТЕТ», «Новий канал», «QTV», «Донбас» та «НЛО TV».

## Сюжет
Команді придуркуватих сценаристів відносно популярного телешоу «The Girlie Show» на чолі з Ліз Лемон призначають нового боса — Джека Донагі. А той, у свою чергу, насамперед запрошує в шоу нову зірку — напівбожевільного чорного коміка Трейсі Джордана. У результаті на робочому місці починається повний хаос: сценаристи проти боса, нова зірка проти сценаристів, старі актори невдоволені всіма, а тут ще й незрозумілий секретар Кеннет, щодо якого не зовсім ясно, чи дійсно він непрохідний дебіл, чи, насправді, великий хитрун…

## Список епізодів
| Сезон | Сезон              | Епізоди            | Прем'єрний показ | Прем'єрний показ |
| Сезон | Сезон              | Епізоди            | Початок          | Закінчення       |
| ----- | ------------------ | ------------------ | ---------------- | ---------------- |
|       | 1                  | 21                 | 11 жовтня 2006   | 26 квітня 2007   |
|       | 2                  | 15                 | 4 жовтня 2007    | 8 травня 2008    |
|       | 3                  | 22                 | 30 жовтня 2008   | 14 травня 2009   |
|       | 4                  | 22                 | 15 жовтня 2009   | 20 травня 2010   |
|       | 5                  | 23                 | 23 вересня 2010  | 5 травня 2011    |
|       | 6                  | 22                 | 12 січня 2012    | 17 травня 2012   |
|       | 7                  | 13                 | 4 жовтня 2012    | 31 січня 2013    |
|       | Спеціальний випуск | Спеціальний випуск | 16 липня 2020    | 16 липня 2020    |

## У головних ролях
Знімалися в усіх серіях:
- Тіна Фей — Ліз Лемон
- Трейсі Морган — Трейсі Джордан
- Джейн Краковськи — Дженна Мароні
- Джек МакБраєр — Кеннет Парселл
- Скотт Адсіт — Піт Хорнбергер
- Юдаг Фрідландер — Френк Россітано
- Алек Болдвін — Джек Донагі

Знімалися не у всіх серіях:
- Кіт Повелл — Туфер
- Катріна Бовден — Кері
- Маулік Панчолі — Джонатан
- Лонні Росс — Джош Джірард
- Елейн Стрітч — Коллін Донагі
- Джанель Молоні — Джессіка Шпаєр

## Цікаві факти
- Назва 30 Rock — відсилання до адреси Рокфеллер Плаза, будинок 30, де відбувається основна дія телесеріалу.

## Номінації
Премія Гільдії кіноакторів США (2010):
- Найкраща жіноча роль у комедійному серіалі — Тіна Фей
- Найкраща чоловіча роль у комедійному серіалі — Алек Болдвін

Премія «Золотий глобус»:
- Найкраща чоловіча роль серіалу (комедія або мюзикл) — Алек Болдвін